# Kim Richards
Kimberly Richards, detta Kim (Mineola, 19 settembre 1964), è un'attrice statunitense.

## Biografia
Kimberly Richards nasce nei pressi di New York nel 1964 da Kenneth E. Richards e Kathleen Dugan.
Seconda di tre figli, è sorella delle attrici Kathy Hilton e Kyle Richards. È la zia di Nicky e Paris Hilton, figlie di Kathy.

### Carriera
La sua carriera inizia nei primi anni '70, quando giovanissima viene scritturata come co-protagonista della serie tv La tata e il professore (Nanny and the Professor) affiancata da Richard Long, Juliet Mills e David Doremus. 
Nello stesso periodo lavora per la Walt Disney Pictures nei film Incredibile viaggio verso l'ignoto, La gang della spider rossa e Ritorno dall'ignoto.
Fa una breve comparsa in Distretto 13 - Le brigate della morte di John Carpenter, nel ruolo della bambina che viene uccisa.
Ha lavorato anche in televisione facendo apparizioni in ruoli più o meno importanti in serie di successo quali Il mio amico Arnold, Alice, Love Boat, La casa nella prateria, CHiPs, Magnum, P.I., Hazzard e Agenzia Rockford.
A metà degli anni '80 compare anche in Meatballs 2, Ultima occasione e Escape, per poi prendersi un lungo periodo di pausa.
Nel 2002 torna sul grande schermo con dei piccoli ruoli in The Blair Witch Mountain Project e nel 2007 con Black Snake Moan. Nel 2009 fa un cameo in Corsa a Witch Mountain, remake di Incredibile viaggio verso l'ignoto, interpretando il ruolo di Tina, una cameriera di un fast food. Nella stessa scena compare anche il suo storico coprotagonista Ike Eisenmann, nel ruolo di uno sceriffo.

### Vita privata
È stata sposata due volte ed in entrambi i casi il matrimonio è finito con un divorzio. Il primo matrimonio è stato negli anni '80 con G. Monty Brinson, dal cui rapporto il 21 febbraio 1986 è nata Brooke Ashley.
La seconda unione alcuni anni più tardi con Gregory Davis, con il quale ha avuto due figli, Whitney e Chad.
Ha anche una figlia, Kimberly, avuta con il primo fidanzato, John Jackson.

## Filmografia parziale

### Cinema
- Incredibile viaggio verso l'ignoto (Escape to Witch Mountain), regia di John Hough (1975)
- La gang della spider rossa (No Deposit, No Return), regia di Norman Tokar (1976)
- Rapina... mittente sconosciuto (Special Delivery), regia di Paul Wendkos (1976)
- Distretto 13 - Le brigate della morte (Assault on Precinct 13), regia di John Carpenter (1976)
- La macchina nera (The Car), regia di Elliot Silverstein (1977)
- Ritorno dall'ignoto (Return from Witch Mountain), regia di John Hough (1978)
- Why Us?, regia di John Bowab - cortometraggio (1981)
- Meatballs 2 (Meatballs Part II), regia di Ken Wiederhorn (1984)
- Ultima occasione (Tuff Turf), regia di Fritz Kiersch (1985)
- Escape, regia di Richard Styles (1989)
- The Blair Witch Mountain Project, regia di Ike Eisenmann - cortometraggio (2002)
- Black Snake Moan, regia di Craig Brewer (2007)
- Corsa a Witch Mountain (Race to Witch Mountain), regia di Andy Fickman (2009)

### Televisione
- The Strange Monster of Strawberry Cove - film TV (1971)
- Alvin the Magnificent - film TV (1973)
- Storia della marchesa De Sade (The Picture of Dorian Gray) - film TV (1973)
- The Whiz Kid and the Mystery at Riverton - film TV (1974)
- Hog Wild - film TV (1974)
- La casa nella prateria (Little House on the Prairie) - serie TV, episodio 1x07 (1974)
- Return of the Big Cat - film TV (1974)
- Le strade di San Francisco (The Streets of San Francisco) – serie TV, episodio 3x20 (1975)
- I leoni della guerra (Raid on Entebbe) - film TV (1977)
- James (James at 15) - serie TV (1977)
- Il cane infernale (Devil Dog: The Hound of Hell) - film TV (1978)
- Hello, Larry - serie TV (1979-1980)
- Il mio amico Arnold (Diff'rent Strokes) - serie TV, 6 episodi (1979-1980)
- Hazzard (The Dukes of Hazzard) - serie TV, 1 episodio (1984)
- Revenge - serie TV (2012)
- Sharknado 3 - film TV (2015)

## Riconoscimenti
- Young Hollywood Hall of Fame (1970's)

## Doppiatrici italiane
Nelle versioni in italiano dei suoi lavori, Kim Richards è stata doppiata da:
- Francesca Guadagno in Incredibile viaggio verso l'ignoto
- Claudia Pittelli in Ritorno dall'ignoto
- Antonella Rinaldi in Corsa a Witch Mountain
- Donatella Fanfani in Hello, Larry
- Chiara Fabiano in Incredibile viaggio verso l'ignoto (ridoppiaggio)